# Buadiposo-Buntong
Buadiposo-Buntong è una municipalità di quinta classe delle Filippine, situata nella Provincia di Lanao del Sur, nella Regione Autonoma nel Mindanao Musulmano.
Buadiposo-Buntong è formata da 33 baranggay:
- Bacolod
- Bangon
- Bangon Proper
- Boto Ragondingan
- Buadiposo Lilod
- Buadiposo Proper
- Buadiposo Raya
- Bubong
- Buntong Proper
- Cadayonan
- Dansalan
- Datu Tambara
- Dirisan
- Gata
- Kalakala
- Katogonan
- Lumbac

- Lumbatan Manacab
- Lumbatan Pataingud
- Lunduban (Ragondingan)
- Manacab (Pob.)
- Minanga (Buntong)
- Paling
- Pindolonan
- Pualas
- Ragondingan East
- Ragondingan Proper
- Ragondingan West
- Raya Buntong (Buntong East)
- Sapot
- Tangcal
- Tarik
- Tuka